# Clubiona falcate
Clubiona falcate là một loài nhện trong họ Clubionidae.
Loài này thuộc chi Clubiona. Clubiona falcate được miêu tả năm 2005 bởi Guo Tang, Da-xiang Song & Zhu.